# Rho Leonis
Rho Leonis (ρ Leo / 47 Leonis / HD 91316) es una estrella en la constelación de Leo, situada a 8 minutos de arco de la eclíptica. Ocasionalmente recibe el nombre de Shir, del persa «león».
En la antigua Babilonia señalaba la decimosexta constelación eclíptica, Maru-sha-arkat-Sharru, cuyo significado puede ser el «cuarto hijo» o «el hijo de cuatro años tras el rey».
Rho Leonis está muy alejada de nosotros y, al igual que Deneb (α Cygni), su distancia no puede medirse mediante paralaje. Una estimación de la misma puede ser 3650 años luz.
Es una estrella binaria, cuya componente visible, Rho Leonis A, es una supergigante azul de tipo espectral B1Ib y magnitud aparente +4,4. Extraordinariamente luminosa, brilla con una luminosidad 335.000 veces mayor que la del Sol. Como otras supergigantes también es ligeramente variable, con una variación irregular de brillo en torno al 7%. Gira sobre sí misma con una velocidad de rotación proyectada de 55 km/s, implicando un período de rotación inferior a 21 días.
35 veces más masiva que el Sol, su masa está muy por encima del límite en que las estrellas finalizan sus días en forma de supernova, siendo éste el final que le espera a esta estrella.
Aunque su edad aproximada es de sólo 7 millones de años, ya ha terminado en su interior la fusión de hidrógeno, y no transcurrirá mucho tiempo antes de que sobrevenga la explosión final.
Sobre Rho Leonis B poco se sabe, ni siquiera el tipo espectral. Lo que sí es seguro es que ha de ser muy masiva también, ya que apenas es media magnitud más tenue que Rho Leonis A.
El sistema estelar Rho Leonis está relativamente alejado del plano galáctico, lugar de nacimiento de la mayor parte de las estrellas, lo que sugiere que ha sido desplazado desde allí por alguna interacción gravitatoria, pudiendo ser considerado una versión menor de las llamadas estrellas fugitivas.